# William Sanderson

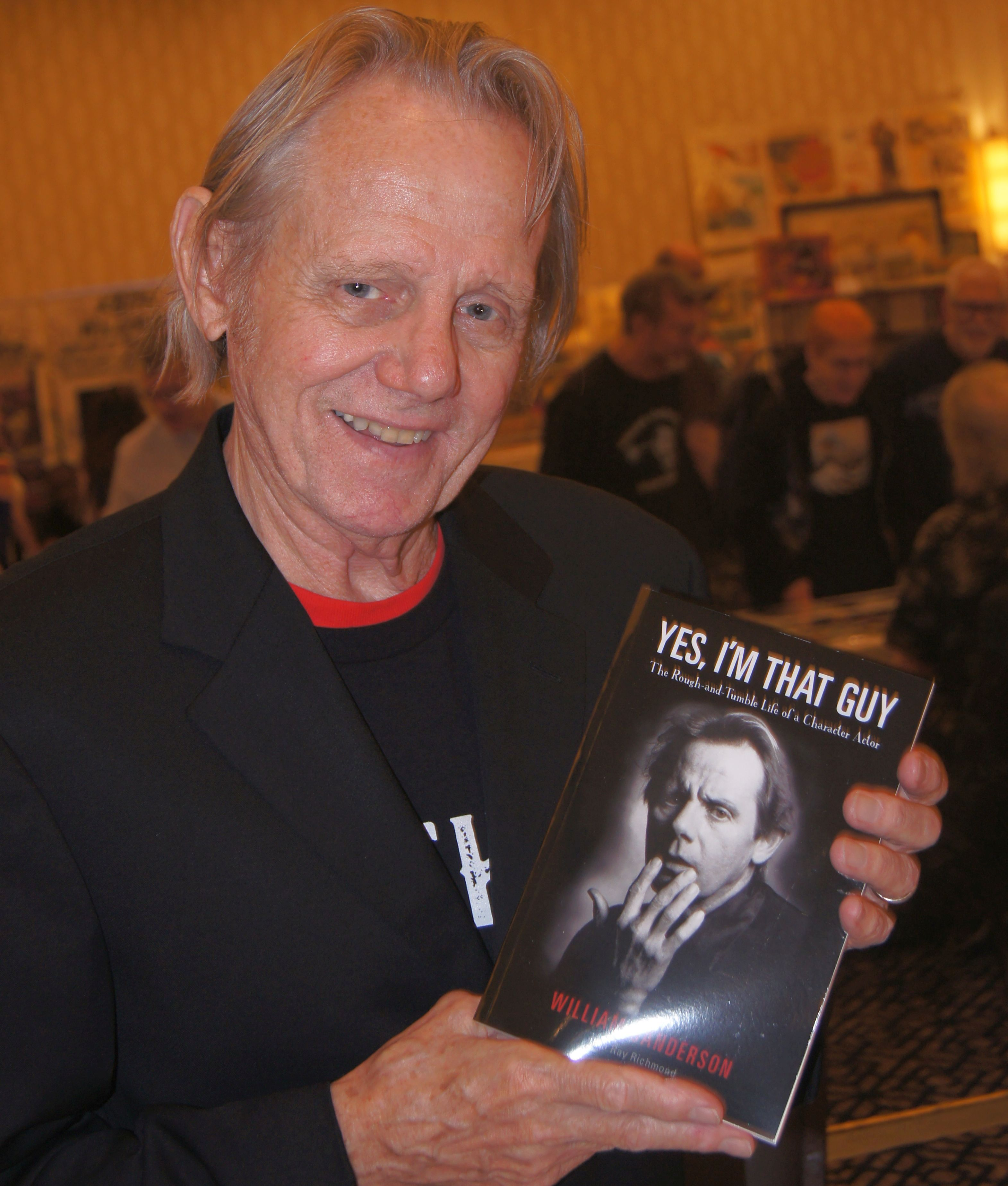
William Sanderson

William Sanderson (* 10. Januar 1944 in Memphis, Tennessee) ist ein US-amerikanischer Schauspieler. Eine seiner bekanntesten Rollen ist J. F. Sebastian in dem Science-Fiction-Film Blade Runner von Ridley Scott aus dem Jahr 1982.

## Karriere
Sanderson spielte seit Ende der 1970er Jahre in einer Reihe von Filmen in Kino und Fernsehen mit. Daneben übernahm er Gastrollen in einigen Fernsehserien, darunter Babylon 5 (in einer Folge und dem Fernsehfilm Babylon 5: Das Tor zur 3. Dimension), Akte X – Die unheimlichen Fälle des FBI, Knight Rider, Eine schrecklich nette Familie, Matlock, Emergency Room – Die Notaufnahme und Without a Trace – Spurlos verschwunden.
Eine wiederkehrende Rolle hatte er in der Sitcom Newhart, die von 1982 bis 1990 lief. Auch in der Fernsehserie Deadwood (2004–2006) spielte er eine Hauptrolle.

## Filmografie (Auswahl)
- 1977: Ausbruch zur Hölle (Fight for Your Life)
- 1980: Nashville Lady (Coal Miner’s Daughter)
- 1982: Blade Runner
- 1983: McQuade, der Wolf (Lone Wolf McQuade)
- 1984: City Heat – Der Bulle und der Schnüffler (City Heat)
- 1986: Black Moon (Black Moon Rising)
- 1990: Killer Kid (Deadly Weapon)
- 1991: Rocketeer (The Rocketeer)
- 1991: Manchmal kommen sie wieder (Sometimes they come back)
- 1993: Der Tod kommt auf vier Pfoten (Man’s Best Friend)
- 1993: Wildes Land (Return to Lonesome Dove)
- 1994: Wagons East!
- 1994: Akte X – Die unheimlichen Fälle des FBI (The X-Files, Fernsehserie)
- 1996: Last Man Standing
- 1998: Babylon 5: Das Tor zur 3. Dimension (Babylon 5: Thirdspace)
- 2003: Without a Trace – Spurlos verschwunden (Without a Trace, Fernsehserie)
- 2003: Gods and Generals
- 2004–2006: Deadwood (Fernsehserie)
- 2007: Life (Fernsehserie, Folge 1x04: Szenen einer Ehe)
- 2008–2010: True Blood (Fernsehserie)
- 2009: Lost (Fernsehserie)
- 2011: Bar Karma
- 2011: Criminal Minds: Team Red (Criminal Minds: Suspect Behavior, Fernsehserie)

## Weblink
- William Sanderson bei IMDb

| Personendaten    | Personendaten                  |
| ---------------- | ------------------------------ |
| NAME             | Sanderson, William             |
| KURZBESCHREIBUNG | US-amerikanischer Schauspieler |
| GEBURTSDATUM     | 10. Januar 1944                |
| GEBURTSORT       | Memphis, Tennessee, USA        |